# Hollands-Brabants
Het Hollands-Brabants is de Brabantse streektaal van het Land van Heusden en Altena en een klein gebied op het Noord-Brabantse vasteland dat doorloopt tot en met Gilze-Rijen. De samenstellers van het Woordenboek van de Brabantse Dialecten delen het met het Tilburgs en het Maaslands in bij het Midden-Noord-Brabants. Vroeger werd ook in de omgeving van Gorinchem (net ten noorden van het Land van Heusden en Altena, op de Zuid-Hollandse kant van de Merwede-oever) een variant van het Hollands-Brabants gesproken.
De naam slaat op de grote invloed die het Hollands op deze streektaal moet hebben gehad. Het Land van Heusden en Altena is een (streng-)protestants gebied en in die zin atypisch voor de provincie Noord-Brabant. Bovendien hoorde het eeuwenlang bij het gewest Holland (zie Hollands Brabant). Daardoor ging er na de Tachtigjarige Oorlog geen grote taalkundige invloed meer uit van het Brabantse vasteland.
In het Hollands-Brabants spreekt men de h steeds uit en kent men geen umlaut in verkleinwoorden. De Oudgermaanse lange ô spreekt men hier als uu uit: Men kent gruun en zuuke voor groen en zoeken. De ei/ij en ui worden vaak ai en oi.
Het Hollands-Brabants is onder meer te horen in het werk van de feestband WC Experience uit Raamsdonksveer. Aangezien het grootste deel van het taalgebied platteland is, praktisch gezien alleen met uitzondering van de verstedelijkte gemeente Geertruidenberg, wordt het dialect niet acuut met uitsterven bedreigd.
Of het Hollands-Brabants van alle Brabantse dialecten werkelijk het dichtst bij het Hollands dan wel Standaardnederlands staat is zeer de vraag; daar komt ook het Markiezaats voor in aanmerking.